# James Craig (Schauspieler)
James Craig (* 4. Februar 1912 in Nashville, Tennessee; † 28. Juni 1985 in Santa Ana, Kalifornien; eigentlich James Henry Meador) war ein US-amerikanischer Schauspieler.

## Leben
Im Anschluss an seine Schulausbildung an der Rice University nahm Craig Schauspielunterricht bei Cyril Delevanti. Nach einigen Statistenrollen erhielt er 1937 seine erste Sprechrolle als Kellner in Sophie Lang Goes West mit Buster Crabbe. 1938 spielte er zudem am Broadway in der Komödie Missouri Legend neben Karl Malden und José Ferrer. Bis 1940 drehte er eine Vielzahl von Spielfilmen, jedoch zumeist ohne im Abspann genannt zu werden; erst mit seiner Rolle als Dr. Mark Eisen im Filmdrama Fräulein Kitty an der Seite von Ginger Rogers machte er sich im Filmgeschäft einen Namen. Im darauffolgenden Jahr war er neben Edward Arnold und Walter Huston in dem Fantasyfilm Der Teufel und Daniel Webster in der zentralen Rolle zu sehen; hierin spielte er einen amerikanischen Bauern des 19. Jahrhunderts, der sich während einer finanziellen Misere dazu entschließt, einen Pakt mit dem Teufel abzuschließen. 
Im Anschluss an Der Teufel und Daniel Webster erhielt er einen Filmvertrag bei Metro-Goldwyn-Mayer, wo der Studioboss Louis B. Mayer ihn als eine Art Ersatz für den im Kriegsdienst befindlichen Clark Gable betrachtete. Bei MGM erhielt er einige große Rollen in prestigeträchtigen Filmen wie in dem Heimatfrontfilm Und das Leben geht weiter (1943) oder in dem Drama Frühling des Lebens (1945), doch er konnte sich nicht dauerhaft als Star durchsetzen. Ende der 1940er-Jahre spielte er oft Hauptrollen in B-Movies, darunter einige Western. Keiner dieser Filme war jedoch ein herausragender kommerzieller Erfolg. In den 1950ern war er häufiger als schmierig wirkender Antagonist zu sehen, etwa im Film noir Side Street, im Abenteuerfilm Herrin der Gesetzlosen und in Fritz Langs Thriller Die Bestie. In den 1960er-Jahren spielte er in weiteren Western, darunter Die Wegelagerer mit Howard Keel und Yvonne De Carlo. Mitte der 1970er Jahre zog er sich völlig aus dem Filmgeschäft zurück und arbeitete stattdessen als Immobilienmakler.
Craig starb im Alter von 73 Jahren an Lungenkrebs. Der dreimal geschiedene Schauspieler hatte drei Kinder. Sein Grab befindet sich im Forest Lawn Memorial Park in Glendale, Kalifornien.

## Filmografie (Auswahl)
- 1937: Die Spielhölle von Wyoming (Born to the West)
- 1938: The Big Broadcast of 1938
- 1940: Fräulein Kitty (Kitty Foyle: The Natural History of a Woman)
- 1940: Das Haus der sieben Sünden (Seven Sinners)
- 1940: Schwarzer Freitag (Black Friday)
- 1941: Der Teufel und Daniel Webster (All That Money Can Buy)
- 1942: Friendly Enemies
- 1943: Der kleine Engel (Lost Angel)
- 1943: Und das Leben geht weiter (The Human Comedy)
- 1944: Kismet (Kismet)
- 1945: Frühling des Lebens (Our Vines Have Tender Grapes)
- 1945: Gefährliche Partnerschaft (Dangerous Partners)
- 1947: Dark Delusion
- 1948: Silberkönig (Northwest Stampede)
- 1949: Side Street
- 1951: Tödliches Pflaster Sunset Strip (The Strip)
- 1951: Trommeln im tiefen Süden (Drums in the Deep South)
- 1952: Herrin der Gesetzlosen (Hurricane Smith)
- 1953: Fort der Rache (Fort Vengeance)
- 1956: Die Bestie (While the City Sleeps)
- 1957: Nackend in der Sonne (Naked in the Sun)
- 1960: Vier schnelle Colts (Four Fast Guns)
- 1968: … aber das Blut immer rot (If He Hollers, Let Him Go!)
- 1968: Die Wegelagerer (Arizona Bushwhackers)
- 1968: Die Teufelsbrigade (The Devil’s Brigade)
- 1970: Big Foot – Das größte Monster aller Zeiten (Bigfoot)
- 1972: Hydra verschollen in Galaxis 4 (Doomsday Machine)

## Broadway
- 1938: Missouri Legend